# Сибиряков, Эдуард Фёдорович
Эдуа́рд Фёдорович Сибиряко́в (27 ноября 1941, Челябинск — 14 января 2004, Москва) — советский волейболист, игрок сборной СССР (1962—1969). Двукратный олимпийский чемпион (1964 и 1968), чемпион мира 1962, обладатель Кубка мира 1965, чемпион Европы 1967, трёхкратный чемпион СССР. Нападающий. Заслуженный мастер спорта СССР (1968).

## Биография
Начинал заниматься волейболом в Одессе. 
Учился в Одесском Политехническом институте в 1960-65 годах на Электротехническом факультете по специальности "Автоматика и телемеханика". 
Окончил факультет физического воспитания и спорта Одесского педагогического института имени К. Д. Ушинского.
Выступал за команды: 1960—1965 — «Буревестник» (Одесса), 1966—1971 — ЦСКА. Чемпион СССР 1966, 1970, 1971. Серебряный призёр чемпионата СССР 1961. Серебряный призёр союзного первенства и Спартакиады народов СССР 1967 в составе сборной Москвы. Победитель чемпионата дружественных армий 1967.
В сборной СССР в официальных соревнованиях выступал в 1962—1970 годах. В её составе стал двукратным олимпийским чемпионом (1964 и 1968), чемпионом мира 1962, победителем розыгрыша Кубка мира 1965, бронзовым призёром Кубка мира 1969, чемпионом Европы 1967 и бронзовым призёром европейского первенства 1963.
Награждён орденом «Знак Почёта». Член КПСС с 1971 года.
В 1972 Эдуард Сибиряков окончил Военно-воздушную академию имени Ю. А. Гагарина. Служил в ВВС.
Умер 14 января 2004 года в Москве. Похоронен на Митинском кладбище